# Bell OH-58
Der Bell OH-58 Kiowa ist ein einmotoriger leichter Aufklärungs-, Verbindungs- und Kampfhubschrauber. Er war in den 1960er Jahren von Bell für die United States Army als Aufklärungshubschrauber entwickelt und gebaut worden. Seither wurde das Basismodell stetig weiterentwickelt und bis Ende der 1990er Jahre gebaut. Die Hubschrauber der United States Army werden noch heute mit einer kampfwertgesteigerten Variante der OH-58D Kiowa Warrior als Kampfzonenaufklärer und Zielzuweisungshubschrauber verwendet.

## Entwicklung und Indienststellung
Im Jahr 1960 schrieb die Army einen Wettbewerb zur Entwicklung eines leichten Beobachtungshubschraubers LOH (Light Observation Helicopter) aus. Alle namhaften amerikanischen Hubschrauber-Hersteller reichten Entwürfe ein. Bell Helicopter nannte seinen Prototyp OH-4/206A und kam mit diesem Modell unter die besten drei, verlor den Wettbewerb jedoch gegen den Hughes OH-6 (MD 500).
Bei Bell war man jedoch vom OH-4 so überzeugt, dass man ihn mit nur unwesentlichen Änderungen für zivile Kunden als Bell 206B JetRanger produzieren ließ.
Im Jahr 1967 kämpfte Hughes mit scheinbar unlösbaren logistischen Problemen, welche die Produktionskosten des LOH steigerten. Die Army benötigte jedoch aufgrund des sich auf seinem Höhepunkt befindlichen Vietnamkrieges dringend kostengünstige Aufklärungshubschrauber. Der LOH-Wettbewerb wurde deshalb neu ausgeschrieben und Bells Modell 206A zum Sieger erklärt. Der Hubschrauber kam umgehend in Vietnam zum Einsatz. Bis zum Kriegsende wurden über 2000 Maschinen von Bell ausgeliefert.

## Design
Der OH-58 ist ein leichter, viersitziger und ungepanzerter Beobachtungshubschrauber. Im Cockpit fungiert der rechts sitzende Pilot als Luftfahrzeugführer, wobei links dieselben Steuerelemente vorhanden sind. Die links befindlichen Steuerelemente können demontiert werden, um Platz zu schaffen. Die OH-58A/B/C sind mit einem Zweiblattrotor ausgerüstet, die Varianten D und F mit einem Vierblattrotor.

## Varianten
CH-136 „Kiowa“
Kanadische Bezeichnung für die OH-58A der Kanadischen Luftwaffe. Diese wurden später als CH-136 bezeichnet.
COH-58A „Kiowa“
Siehe CH-136
OH-58A „Kiowa“
Basisvariante als Aufklärer, der im Vietnamkrieg auch mit einem M134-Gatlingmaschinengewehr bewaffnet wurde. Die verbliebenen Maschinen sind im Jahr 1978 zu OH-58C aufgerüstet worden.
OH-58B „Kiowa“
Exportversion der OH-58A für die österreichischen Luftstreitkräfte und die australischen Heeres- und Marineflieger.
OH-58C „Kiowa“
Verbesserte Variante mit stärkerem Triebwerk und Infrarotunterdrückung am Triebwerksauslass sowie flacher Frontscheibe zur Verringerung der Spiegelung. Das Cockpit wurde für Restlichtverstärkerbrillen ausgelegt, wobei alle internen und externen Instrumente und Lichtquellen gedimmt bzw. unterdrückt werden können. Zudem wurden AN/APR-39-Radarwarnsensor verbaut und es können AIM-92 eingesetzt werden.
OH-58D „Kiowa Warrior“
Die firmenintern als Modell 406 bezeichnete Variante entstand aus dem Army Helicopter Improvement Program (AHIP). Die Version wird auch als MH-58D bezeichnet. Die verbesserten Wellen- und Kraftübertragung für Tiefflug wurden durch den Vierblattrotor auch akustisch gedämpft. Bezeichnend sind das Glascockpit und das McDonnell Douglas MMS (Mast Mounted Sight) Mastvisier, mit dem der Kiowa ab 1985 ausgestattet wurde. Diese über dem Hauptrotor befestigte Kugel bildet heute das Kernstück der Aufklärungsfähigkeiten des OH-58. Sie besteht aus einer Tageslicht-Fernsehkamera, einem stabilisierten FLIR sowie einem Laserentfernungsmesser und Zieldesignator. Das Gerät wurde bei der Aufrüstung der Kiowas zum Standard OH-58D in Serie verbaut.
Ab 1987 wurden 15 Maschinen unter der Programmbezeichnung Prime Chance weiter modifiziert und bewaffnet. Die Bezeichnung für diese Maschinen lautete zunächst TF-118. Neben den neuen optischen Systemen verfügt der OH-58D Kiowa Warrior auch über ein neues übersichtlicheres Cockpit mit zwei Multifunktionsdisplays und Head-Up-Display für den Piloten. Neue Rotoren und stärkere Motoren und Getriebe machen ihn noch leistungsfähiger. Zur Aufzeichnung der Kamerabilder wurde ein Videorekorder eingebaut, außerdem erhielten die Flugwerke ein Navigationsgerät vom Typ ARN-118-Tacan. Es stehen ein Radarwarnempfänger AN/APR-39/44 RWR und ein AN/ALQ-144-Infrarotstörgerät (gegen wärmesuchende Raketen) zur Verfügung. Um in kontaminierter Umgebung fliegen zu können, ist ein Filtersystem eingebaut, das die Besatzung mit Frischluft für die MOPP-IV-Schutzkleidung versorgt, da der Helikopter selbst nicht luftdicht versiegelt werden kann. Außerdem verfügen die Hubschrauber über eine bessere Abschirmung gegen elektromagnetische Störungen, wie sie durch Schiffsradar ausgelöst werden können.
AH-58D „Kiowa Warrior“
Verbesserte Variante mit mehr Bewaffnungsoptionen der Task Force 118 (4th Squadron, 17th Cavalry) für die Operation „Prime Chance“
Modell 406CS „Combat Scout“
Saudische Variante der OH-58D mit Saab-Helitow-Visier auf dem Kabinendach statt des Mastvisiers
OH-58F „Kiowa Warrior“
Geplante Variante für eine modernisierte OH-58D-Variante bis 2025 mit einem Sensorium in der Nase statt des Mastvisiers. Weiter soll sie FADEC und eine Panzerung, Raketenanflugswarner und Kartenanzeigedisplay haben.

## Einsätze
Kiowa Warrior waren zwischen 1987 und 1989 bei der Operation Prime Chance erfolgreich als Tankereskorten im persischen Golf eingesetzt und konnten auch im Zweiten Golfkrieg erfolgreiche Angriffe gegen Schiffe, Raketenstellungen und andere Ziele vorweisen, ohne eigene Verluste hinnehmen zu müssen. Weitere Einsätze erfolgten im Rahmen der Peace Implementation Forces (IFOR) in Bosnien-Herzegowina.

## Nachfolger
Da es schwere Verluste im Irak zu verzeichnen gab und die zum Teil fast 40 Jahre alten Hubschrauber langsam am Ende ihrer Dienstzeit angelangt sind, wurde am 9. Dezember 2004 der Armed Reconnaissance Helicopter (ARH) ausgeschrieben. Bell Helicopter Textron beteiligte sich mit dem Bell 407, MD Helicopters hingegen mit einem modernisierten MH-6 Little Bird. Am 29. Juli 2005 gab die United States Army den Bell 407 als Gewinner der ARH-Ausschreibung bekannt. Der auf dem Bell 407 basierende Hubschrauber trug nun die Bezeichnung ARH-70A und sollte ab 2008 die alten Maschinen vom Typ Kiowa ersetzen, wobei die Anschaffung von 368 Hubschraubern geplant war. Am 16. Oktober 2008 gab das Pentagon jedoch bekannt, die Neuanschaffung des ARH-70 zu stoppen. Grund dafür waren die zu niedrigen Leistungen sowie die Überschreitung der Anschaffungskosten.
EADS bietet der United States Army einen Nachfolger an, den Armed Scout 645, welcher derzeit in der Entwicklung und Demonstrationsphase ist. Derweil gibt es Versuche, die vorhandenen Hubschrauber mit neuen Glascockpit-Instrumenten auszustatten; die Angebotsphase wurde für 2011 erwartet.
2014 begann die United States Army damit, die Kiowa-Flotte zu verkleinern. Die ausgemusterten Hubschrauber sollen anderen Streitkräften zum Verkauf angeboten werden.

## Nutzer

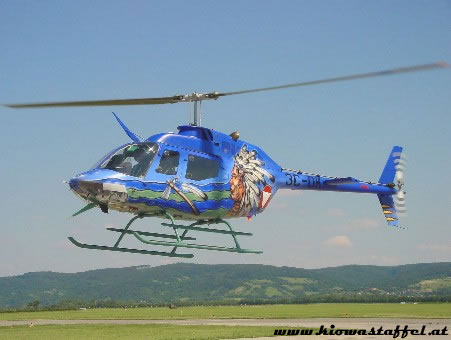
OH-58B Sonderlackierung

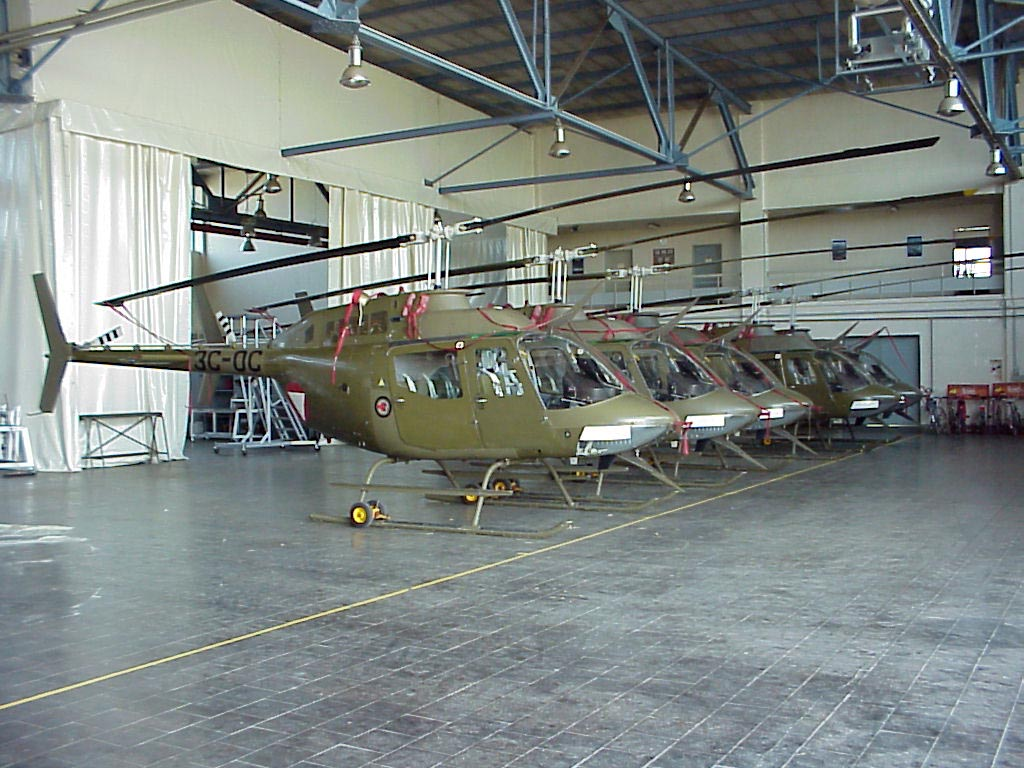
Bundesheer OH-58

- Royal Australian Air Force/Royal Australian Navy

56 × OH-58A „Kiowa“
Nach der Lieferung von 12 Hubschraubern sind die restlichen 44 als CAC CA-32 in Lizenz gebauten und im Jahr 2000 außer Dienst gestellt worden. Sie sind heute durch den Eurocopter Tiger ARH ersetzt worden.
- Dominikanische Luftstreitkräfte/Fuerza Aérea Dominicana

10 × OH-58A/C „Kiowa“
- Griechenland

70 × COH-58D „Kiowa“ (gebrauchte US-Army Exemplare, davon 36 Einsatz- und 10 Schulhubschrauber, Rest als Ersatzteillager)
- Israel

12 × OH-58B „Kiowa“
- Kanadische Streitkräfte/Canadian Forces

0 × COH-58A/CH-136 „Kiowa“ (74 betrieben und außer Dienst gestellt)
- Kroatische Luftstreitkräfte/Oružane snage Republike Hrvatske

16 × OH-58D „Kiowa“
- Luftstreitkräfte (Bundesheer)

12 × OH-58B „Kiowa“
Ab 1978 wurden 300 OH-58A zur leistungsgesteigerten Version OH-58C umgebaut (OH-58B waren Modelle für den Export nach Österreich). Die ersten OH-58B für Österreich wurden am 14. Juni 1976 (3C-OA bis 3C-OF) in Kisten, teilweise montiert, nach Langenlebarn geliefert. Sie werden beim durch die AgustaWestland AW169 ersetzt.
- Heer der Republik China

39 × OH-58D „Kiowa“
- Tunesische Streitkräfte

24 × OH-58D „Kiowa“
- Royal Saudi Air Force

waren 15 × Bell 406CS „Combat Scout“
- United States Army

ca. 2000 × OH-58A/C/D

### Stationierung in Deutschland und Österreich
Neben den österreichischen „Kiowas“ waren die Hubschrauber auch auf einer Reihe von US-Basen in Süddeutschland wie dem Maurice Rose Army Airfield in Frankfurt-Bonames oder dem Heliport in Büdingen (beides reine OH-58 Verbände) sowie auf der CFB Lahr stationiert.

## Technische Daten

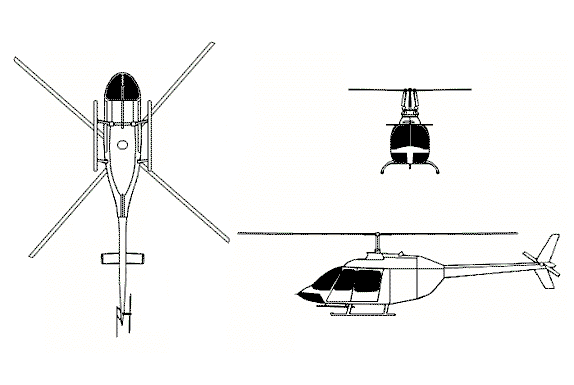
Risszeichnung der OH-58D

| Kenngröße                        | OH-58B (Österreich)                                    | OH-58D                                                      |
| -------------------------------- | ------------------------------------------------------ | ----------------------------------------------------------- |
| Länge                            | 9,80 m                                                 | 12,85 m                                                     |
| Rotordurchmesser                 | 10,77 m                                                | 10,67 m                                                     |
| Rumpfbreite                      | k. A.                                                  | 1,97 m                                                      |
| Höhe                             | 2,92 m                                                 | 3,93 m                                                      |
| Außenlasthaken                   | max. 550 kg Belastung                                  | k. A.                                                       |
| Leermasse                        | k. A.                                                  | 1492 kg                                                     |
| max. Startmasse                  | 1450 kg                                                | 2495 kg                                                     |
| Höchstgeschwindigkeit            | 222 km/h                                               | 241 km/h (in 1220 m mit Beladung: 204 km/h)                 |
| max. Steigrate                   | k. A.                                                  | 488 m/min                                                   |
| Dienstgipfelhöhe                 | 6400 m                                                 | 4570 m                                                      |
| Reichweite mit Standardbetankung | ca. 460 km oder 2,5 Flugstunden                        | ca. 460 km oder 2,5 Flugstunden                             |
| Triebwerk                        | eine Wellenturbine Allison 250-C20 mit 294 kW (400 PS) | eine Allison-Wellenturbine T 703 AD-700 mit 478 kW (650 PS) |
| Kraftstoffverbrauch              | 85–90 l/h                                              | k. A.                                                       |

## Bewaffnung

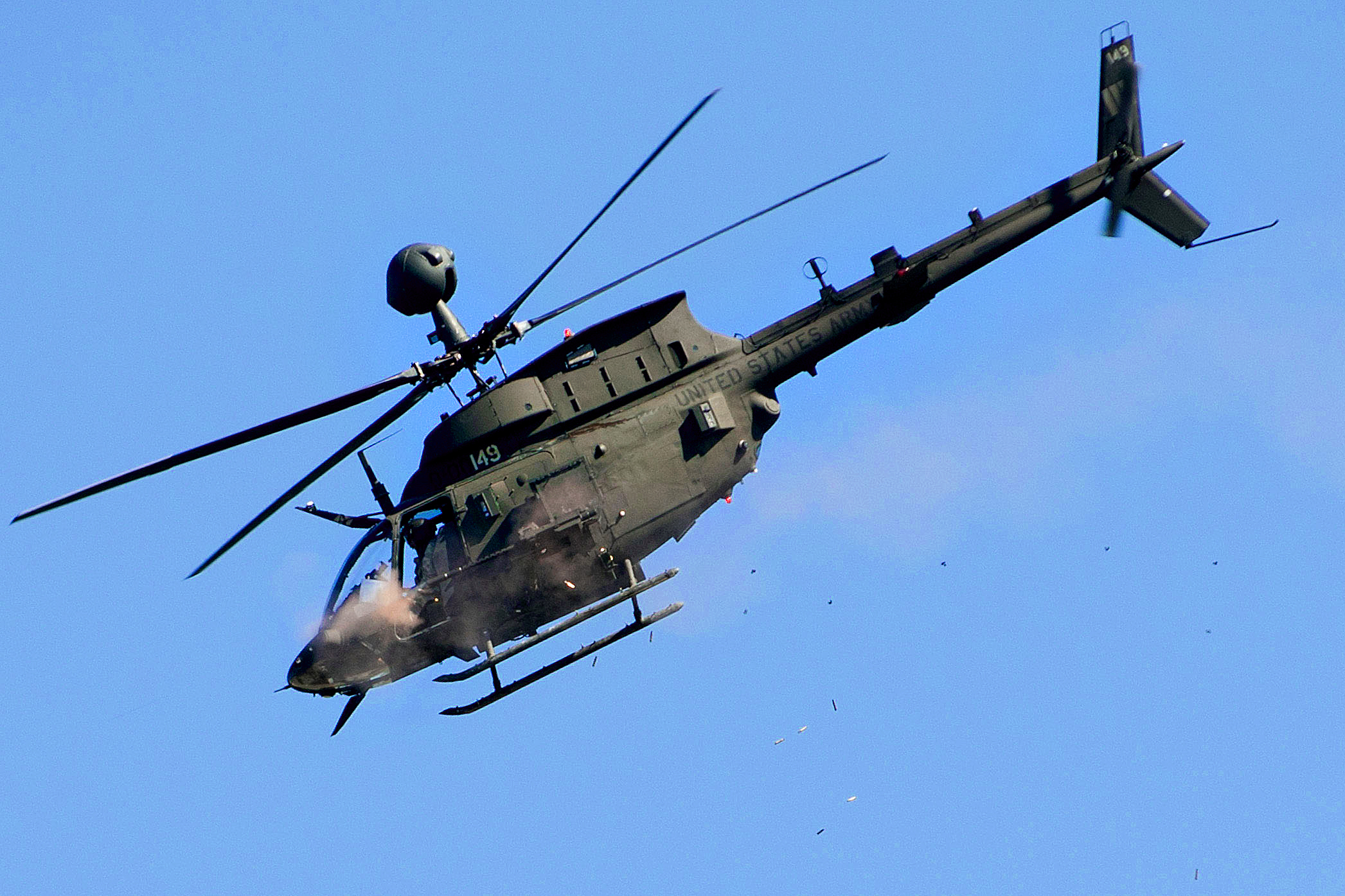
OH-58D „Kiowa Warrior“

Die Waffenkonfiguration wird meist so gewählt, dass ein Zweier-Team von Helikoptern einen Mix der möglichen Waffen mitführt. Bei der 1st Squadron 17th Cavalry der US-Armee sollen etwa 15 Kiowa Warrior in einer Low-Observable-Version im Einsatz stehen. Hierfür wurden die Maschinen mit radarabsorbierenden Materialien beschichtet, um den Radarquerschnitt herabzusetzen.
Zuladung bis zu 907 kg an zwei Außenlastgestellen
Luft-Luft-Lenkflugkörper
- 2 × Doppel-Lenkwaffenwerfer ATAS (Air To Air Stinger) für je 2 × Raytheon AIM-92 „Stinger“ RMP Block I – infrarotgesteuert für Kurzstrecken

Ungelenkte Luft-Boden-Raketen
- 2 × LAU-260/A-Raketen-Rohrstartbehälter für je 7 × ungelenkte Hydra-Luft-Boden-Raketen; Kaliber 68 mm / 2,75 inch
- 2 × LAU-68D/A-Raketen-Rohrstartbehälter für je 7 × ungelenkte FFAR-Luft-Boden-Hydra-Raketen; Kaliber 70 mm
- 2 × LAU-131/A-Raketen-Rohrstartbehälter für je 7 × ungelenkte FFAR-Luft-Boden-Hydra-Raketen; Kaliber 70 mm

Luft-Boden-Lenkflugkörper (Panzerabwehr-Lenkflugkörper)
- 2 × M299-Lenkwaffen-Aufhängungen für je 2 × Boeing Corp/Martin Marietta AGM-114F/N „Hellfire“ – lasergesteuert
- 2 × M299-Lenkwaffen-Aufhängungen für je 2 × Lockheed Martin AGM-179 „JAGM“ – laser- bzw. radargesteuerte Panzerabwehrlenkwaffen

Externe Rohrwaffenbehälter
- 2 × M-27-Waffensystem bestehend aus je 1 × 7,62-mm-Gatling-Maschinengewehr General Electric M134 mit je 2000 Schuss Munition
- 2 × 12,7-mm-Maschinengewehr Browning M296 mit je 500 Schuss Munition
- 2 × dreiläufiges 12,7-mm-Gatlingmaschinengewehr General Dynamics GECAL 50 (GAU-19/A) mit je 2000 Schuss Munition (Kadenz: 2000 bzw. 4000 Schuss/min; Einsatzschussweite bis 1000 m)